# Дектор (рыба)
Дектор (лат. Daector dowi) — вид морских лучепёрых рыб из семейства батраховых (Batrachoididae). Распространён в восточной части Тихого океана вдоль побережья Центральной и Южной Америки: от провинции Пунтаренас (Коста-Рика) до залива Гуаякиль (Перу). Длина тела составляет до 16 см. Обитает на мелководье. Это придонная хищная рыба, поджидающая добычу в засаде.

## Описание
Тело удлинённое, сжато с боков, лишено чешуи. Голова широкая и приплюснутая. Глаза направлены вверх. В первом спинном плавнике 2 полые колючки. В длинном втором спинном плавнике 29—33 мягких лучей. В анальном плавнике 28—30 мягких лучей. На крышечной кости имеется полый шип. Между основаниями верхних лучей грудных плавников расположены 3—6 хорошо различимых обособленных желёз с порами. На подкрышечной кости нет шипов. Ядовитые железы соединены с полыми колючками первого спинного плавника и с полым шипом на жаберной крышке. Второй спинной и анальный плавники простираются до хвостового, их последние лучи соединяются с лучами хвостового плавника, но не сливаются полностью с ним. Боковая линия одна. Верхняя сторона тела тёмно-коричневая с беспорядочными белыми пятнами, брюхо бледное. Вдоль боковой линии проходит белая полоса. Основание второго спинного плавника светлое с тёмной окантовкой. Анальный плавник не пигментирован. Максимальная длина тела 16 см, обычно до 12 см.
В Красной книге МСОП этому виду присвоен статус «Вызывающий наименьшие опасения». Daector dowi безвреден для человека и не является объектом промысла.